# اقدام برای توانمندسازی اقلیمی

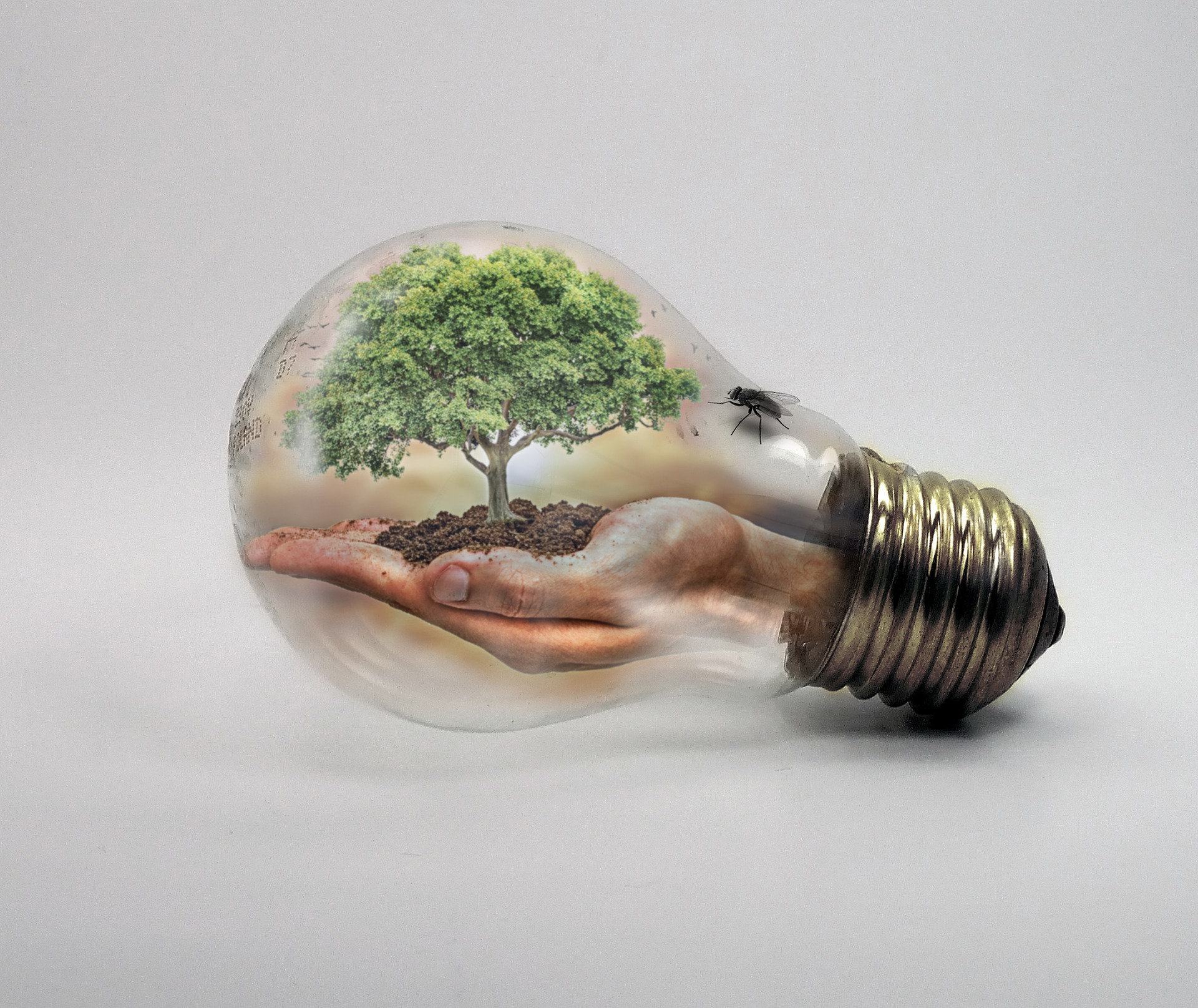
دست‌هایی که درختی را درون لامپ نگه داشته‌اند

اقدام برای توانمندسازی اقلیمی (ACE) اصطلاحی است که توسط کنوانسیون چارچوب سازمان ملل متحد در مورد تغییرات اقلیمی اتخاذ شده است. این اصطلاح به ماده ۶ متن اصلی کنوانسیون (۱۹۹۲) اشاره دارد که بر شش حوزه اولویت‌دار تمرکز دارد: آموزش، تعلیم، آگاهی عمومی، مشارکت عمومی، دسترسی عمومی به اطلاعات و همکاری بین‌المللی در مورد این مسائل. اجرای هر شش حوزه به عنوان عامل محوری برای درک و مشارکت همه در حل چالش‌های پیچیده ناشی از تغییرات اقلیمی شناخته شده است. اهمیت ACE در سایر چارچوب‌های بین‌المللی مانند اهداف توسعه پایدار و برنامه اقدام جهانی برای آموزش برای توسعه پایدار، کنوانسیون آرهوس (۲۰۱۱)؛ توافق‌نامه اسکازو (۲۰۱۸) و دستورالعمل‌های بالی (۲۰۱۰) منعکس شده است.
اقدام برای توانمندسازی اقلیمی از دولت‌ها می‌خواهد برنامه‌های آموزشی و آگاهی‌بخشی عمومی را توسعه و اجرا کنند، پرسنل علمی، فنی و مدیریتی را آموزش دهند، دسترسی به اطلاعات را تقویت کنند و مشارکت عمومی را در مقابله با تغییرات اقلیمی و اثرات آن ارتقا دهند. همچنین از کشورها می‌خواهد که با تبادل شیوه‌های خوب و درس‌های آموخته شده و تقویت نهادهای ملی، در این فرایند همکاری کنند. این طیف گسترده فعالیت‌ها توسط اهداف خاصی هدایت می‌شود که در کنار هم، برای اجرای مؤثر اقدامات سازگاری و کاهش اثرات اقلیمی و برای دستیابی به هدف نهایی بسیار مهم تلقی می‌شوند.

## تاریخچه
ماده ۶ از زمان تصویب متن کنوانسیون در ۹ مه ۱۹۹۲، بخشی از کنوانسیون سازمان ملل متحد در مورد تغییرات اقلیمی بوده است. اهمیت همکاری بین‌المللی در دستیابی به ماده ۶ در ماده ۱۰ پروتکل کیوتو، مصوب ۱۹۹۷، مورد تأکید قرار گرفته است. در دهلی نو، ۲۰۰۲، هشتمین کنفرانس اعضا «برنامه کاری دهلی نو» (۲۰۰۲–۲۰۰۷) را تصویب کرد - تا به عنوان چارچوبی انعطاف‌پذیر برای اقدام کشوری در مورد ماده ۶ در رسیدگی به نیازها و شرایط خاص اعضا و منعکس کننده اولویت‌ها و ابتکارات ملی آنها عمل کند. در سال ۲۰۰۷، (در بالی) برنامه کاری دهلی نو را اصلاح و آن را به مدت پنج سال (۲۰۰۷–۲۰۱۲) تمدید کرد و درخواست کرد که کارگاه‌های منطقه‌ای توسط دبیرخانه به عنوان بخشی از بررسی برنامه کاری و برای به اشتراک گذاشتن درس‌های آموخته شده و بهترین شیوه‌ها برگزار شود. کارگاه‌های آموزشی در اروپا (۲۰۰۹)، آسیا و اقیانوسیه (۲۰۰۹)، کشورهای جزیره‌ای کوچک در حال توسعه (۲۰۱۰)، آفریقا (۲۰۱۰) و آمریکای لاتین و کارائیب (۲۰۱۰) برگزار شد.
در دوحه، ۲۰۱۲، کنفرانس تغییرات اقلیمی سازمان ملل متحد برنامه کاری هشت ساله دوحه در مورد ماده ۶ کنوانسیون تغییر اقلیم سازمان ملل متحد (۲۰۱۲–۲۰۲۰) را تصویب کرد. این برنامه از طرف‌ها دعوت می‌کند تا یک مرجع ملی برای ماده ۶ کنوانسیون تغییر اقلیم سازمان ملل متحد تعیین و ارائه پشتیبانی کنند، از جمله پشتیبانی فنی و مالی، و دسترسی به اطلاعات و مواد را به آن ارائه دهند. علاوه بر این، طرف‌ها توافق کردند که یک گفتگوی سالانه در مورد ماده ۶ کنوانسیون تغییر اقلیم سازمان ملل متحد برای ارائه و ارتقای کار مربوطه برگزار کنند. از سال ۲۰۱۳، گفتگوی سالانه بستری را برای طرف‌ها، نمایندگان نهادهای مربوطه که تحت کنوانسیون تغییر اقلیم سازمان ملل متحد تأسیس شده‌اند و کارشناسان، متخصصان و ذینفعان مربوطه فراهم کرده است تا تجربیات خود را به اشتراک بگذارند و ایده‌ها، بهترین شیوه‌ها و درس‌های آموخته شده در مورد اجرای برنامه کاری دوحه را تبادل کنند.
در ژوئن ۲۰۱۵، در سومین گفتگوی سالانه در مورد ماده ۶ در بن، تصمیم گرفته شد که تلاش‌های مربوط به اجرای ماده ۶، به عنوان اقدام برای توانمندسازی اقلیمی نامیده شود: اصطلاحی کاربرپسند و غیرقابل انکار برای اشاره به ماده ۶ کنوانسیون تغییر اقلیم سازمان ملل متحد، در مقابل ماده بسیار مهم ۶ توافقنامه پاریس. در لیما، دسامبر ۲۰۱۴ «بیانیه وزیران لیما در مورد آموزش و افزایش آگاهی» تصویب شد که بر اهمیت ماده ۶ کنوانسیون تغییر اقلیم سازمان ملل متحد در دستیابی به هدف نهایی آن و ترویج توسعه پایدار مقاوم در برابر تغییرات اقلیمی تأکید می‌کند. در سال ۲۰۱۵ در (پاریس)، دولت‌ها توافق کردند که در صورت لزوم، در انجام اقداماتی برای افزایش آموزش، آگاهی عمومی، مشارکت عمومی و دسترسی عمومی به اطلاعات مرتبط با تغییرات اقلیمی همکاری کنند و اهمیت این مراحل را برای تقویت اقدامات تحت توافقنامه پاریس به رسمیت شناختند. در سال ۲۰۱۶، چهارمین گفتگوی سالانه در مورد در بن برگزار شد و بررسی میان‌دوره‌ای برنامه کاری دوحه تکمیل شد. بررسی نهایی برنامه کاری دوحه در سال ۲۰۲۰ انجام خواهد شد. پنجمین گفتگوی سالانه در مورد در روزهای ۱۵ و ۱۶ مه در بن با موضوعات «آموزش»، «آموزش» و «همکاری بین‌المللی» برگزار شد.
برنامه کاری گلاسکو در مورد اقدام برای توانمندسازی اقلیمی تصویب شد، چارچوبی که اکنون کار ملی در مورد ACE را هدایت خواهد کرد. این برنامه شامل چهار حوزه اولویت‌دار است:
انسجام سیاست اقدام هماهنگ ابزارها و پشتیبانی نظارت، ارزیابی و گزارش‌دهی اکنون طرفین در طراحی برنامه‌های عملیاتی برای اجرای این کار، چه در سطح جهانی و چه در داخل کشورهای خود، مشارکت خواهند کرد. کارهایی که منجر به تشکیل برنامه کاری گلاسکو شد، مسائل بین رشته‌ای عدالت را برجسته کرد؛ با این حال، همه این موارد در سند رسمی که مورد توافق قرار گرفت، اجرا نشدند.

## اصول راهنما برای فعالیت‌ها
بخش ب (۱۴) از برنامه کاری دوحه، اصول راهنما در مورد رویکرد و ویژگی‌های فعالیت‌های ACE را ارائه می‌دهد. اگرچه هر ۹ نکته ذکر شده در بخش ب (۱۴) مهم هستند، تأکید بر اتخاذ رویکرد جنسیتی و بین‌نسلی، مناسب است.